# Araneus beijiangensis
Araneus beijiangensis este o specie de păianjeni din genul Araneus, familia Araneidae, descrisă de Hu și Wu, 1989. Conform Catalogue of Life specia Araneus beijiangensis nu are subspecii cunoscute.